# Eosphaeria uliginosa
Eosphaeria uliginosa — вид грибів, що належить до монотипового роду Eosphaeria.